# Brčići (Tinjan)
 Brčići  (olaszul: Bercici) falu Horvátországban, Isztria megyében. Közigazgatásilag Tinjanhoz tartozik.

## Fekvése
Az Isztria középső részén, Pazintól 14 km-re nyugatra, községközpontjától 7 km-re északnyugatra húzódó sziklás hegyvidéken fekszik.

## Története
A településnek 1880-ban 204, 1910-ben 240 lakosa volt. Az első világháború után a rapallói szerződés értelmében Isztria az Olasz Királysághoz került. A második világháború után Jugoszlávia része lett. Jugoszlávia felbomlása után 1991-ben a független Horvátország része lett. 2011-ben a falunak 99 lakosa volt. Lakói hagyományosan mezőgazdasággal és állattenyésztéssel foglalkoznak.

## Lakosság
| Lakosság változása | Lakosság változása | Lakosság változása | Lakosság változása | Lakosság változása | Lakosság változása | Lakosság változása | Lakosság változása | Lakosság változása | Lakosság változása | Lakosság változása | Lakosság változása | Lakosság változása | Lakosság változása | Lakosság változása | Lakosság változása |
| ------------------ | ------------------ | ------------------ | ------------------ | ------------------ | ------------------ | ------------------ | ------------------ | ------------------ | ------------------ | ------------------ | ------------------ | ------------------ | ------------------ | ------------------ | ------------------ |
| 1857               | 1869               | 1880               | 1890               | 1900               | 1910               | 1921               | 1931               | 1948               | 1953               | 1961               | 1971               | 1981               | 1991               | 2001               | 2011               |
| 0                  | 0                  | 204                | 209                | 223                | 240                | 0                  | 0                  | 270                | 268                | 178                | 143                | 127                | 122                | 104                | 99                 |